# مهدی فنونی‌زاده
مهدی فنونی زاده (زاده‌ی ۲۰ آبان ۱۳۴۴ ) بازیکن پیشین فوتبال ایران است. 

## دوران ورزشی
وی به همراه تیم ملی ایران قهرمان بازی‌های آسیایی ۱۹۹۰ پکن و به همراه تیم استقلال تهران قهرمان جام باشگاه‌های آسیا ۱۹۹۱ شد و در سال ۱۹۹۳ با پیراهن استقلال تهران به عنوان سومین فوتبالیست برتر آسیا پس از کازویوشی میورا ژاپنی و یوسف الثنیان عربستانی انتخاب شد.
شهرت او بیشتر به دلیل زدن ۲ گل از فاصله بسیار دور به تیم ملی عربستان در مقدماتی جام جهانی ۱۹۹۴ است.
فنونی زاده در خانواده‌ای فوتبالی به دنیا آمده بود که ۴ برادر دیگرش هم فوتبالیست بودند. مرتضی فنونی‌زاده برادر بزرگتر او همبازی مهدی در تیم ملی بود و از سال ۱۳۶۹ تا ۱۳۷۱ مهدی در تیم استقلال و مرتضی در تیم رقیب یعنی پرسپولیس تهران بازی‌های حساسی را رودرروی یکدیگر برگزار می‌کردند.وی در فصل ۹۲–۱۳۹۱ به عنوان یکی از مشاوران و آنالیزورهای استقلال
فعالیت داشت.

## افتخارات

#### به عنوان بازیکن

##### تیم ملی
- بازی‌های آسیایی: ۱۹۹۰

##### استقلال
- لیگ ایران: ۱۳۶۹
- جام باشگاه‌های آسیا: ۱۹۹۱
- جام باشگاه‌های تهران: ۱۳۷۰
- جام استقلال قطر: ۱۹۹۱

##### بانک تجارت
- جام باشگاه‌های تهران: ۱۳۷۲

### فردی
سومین بازیکن برتر سال فوتبال آسیا سال ۱۹۹۳